# Gymnopus readii
Gymnopus readii är en svampart som först beskrevs av G. Stev., och fick sitt nu gällande namn av J.L. Mata 2006. Gymnopus readii ingår i släktet Gymnopus och familjen Marasmiaceae.   Inga underarter finns listade i Catalogue of Life.